# 二代二級艦
二代二級艦，又稱光華五號計畫，為中華民國海軍於1990年代濟陽級巡防艦、成功級巡防艦、康定級巡防艦成軍後所計劃的二級艦，原計畫建造多達16艘。

## 歷史
1950年開始，中華民國海軍的作戰艦艇配置長期為三級制，一級艦為陽字號驅逐艦，二級艦為山字級巡防艦等，三級艦則為江字級巡邏艦等，到了1970年代開始規劃汰換陽字號、山字號等作戰艦艇時亦規劃了一級艦的光華一號的和二級艦的光華二號，惟日後光華二號計畫捨棄原計畫採購的韓國蔚山級巡防艦方案改採法國拉法葉級巡防艦，使得光華二號計畫成為一級艦造艦案，全數6艘皆改由法國洛里昂造船廠負責建造工作，因此日後中華民國海軍提出光華五號計畫以建造二級艦，但因拉法葉弊案陰影及同期正逢空軍總計340架的F-16、幻象2000、F-CK-1戰鬥機及海軍成功級、康定級、濟陽級等主戰裝備採購案，未必可再負擔一項大型造艦案故未有下文。
光華五號的設計案，之後被轉用在海巡2000噸級、1000噸級遠洋巡護船和其它後續海巡船艦上。